# Kanton Orléans-La Source
Orléans-La Source is een voormalig kanton van het Franse departement Loiret. Het kanton maakte deel uit van het arrondissement Orléans. Het werd opgeheven bij decreet van 25 februari 2014 met uitwerking op 22 maart 2015.
Het kanton omvat het deel rive gauche (linkeroever), een stadsdeel in het zuiden van de gemeente Orléans gebouwd in de jaren zestig.
La Source verwijst naar de bron van de Loiret.